# Bolusia
Bolusia é um género botânico pertencente à família Fabaceae.